# Lliga per l'Autonomia - Aliança Llombarda
Lliga per l'Autonomia - Aliança Llombarda és un moviment regionalista italià de la Llombardia fundat per a les eleccions legislatives italianes de 2001 per iniciativa del senador Elidio de Paoli, fundador de la Lliga Alpina Llombarda.
L'origen del moviment, però, està en l'associació del mateix nom fundada per a les eleccions legislatives de 1996 per Pierangelo Brivio i la seva esposa Angela Bossi, germana d'Umberto Bossi. Va obtenir només 100.000 vots i el càrrec de senador per a Elidio de Paoli. Això encoratjà de Paoli a presentar-se a les legislatives de 2001 amb el nom Lliga per l'Autonomia Aliança Llombarga Lliga Pensionistes, fora dels pols, i obté 3l 5,4% dels vots i un senador, ell mateix, que va al grup mixt, gràcies al sistema de vot proporcional. Després va obtenir un conseller provincial a Brescia i un altre a Bergamo. A les eleccions europees de 2004 formà part d'una llista comuna amb PSd'Az, Union für Südtirol, Lliga Front Vèneto, Llibertat Emiliana-Aliança Lliure Emiliana, Front Julià, amb un 0,5% a nivell nacional (1,5% a Llombardia).
Per a les legislatives de 2006 es presentà amb l'Unione. Al Senat treu l'1,5%, insuficient per a treure senador, i a la Cambra l'1,6% a nivell circumscripcional (2% a Bèrgam). Malgrat no obtenir càrrecs, De Paoli és nomenat secretari d'esports del govern de Romano Prodi.
Per a les eleccions legislatives italianes de 2008 es va presentar al marge de les coalicions, i el fracàs fou absolut, un 0,5% a la Cambra dels Diputats i el 0,8% al Senat (sobre base regional).

## Resultats electorals
|                   | Vots   | %       | Escons |   |
| Legislatives 1996 | Senat  | 106.313 | 0,33   | 0 |
| Legislatives 2001 | Senat  | 308.559 | 0,91   | 1 |
| Europees 2004     |        | 159.098 | 0,49   | 0 |
| Legislatives 2006 | Cambra | 44.589  | 0,12   | 0 |
| Senat             | 90.855 | 0,27    | 0      |   |
| Legislatives 2008 | Cambra | 13.997  | 0,04   | 0 |
| Senat             | 45.622 | 0,14    | 0      |   |